# Trikala
Trikala (řecky Τρίκαλα) je město v řeckém kraji Thesálie a je hlavním městem stejnojmenného okresu (nomos). Žije zde přibližně 62 tisíc obyvatel.

## Dějiny
Město je osídleno již od 3. tisíciletí př. n. l., kdy se nazývalo Trikke podle stejnojmenné nymfy. Dle řecké mytologie zde žil a vládl Asklépios, bůh lékařů. V klasickém starověku zde byl Asklépiovi zasvěcen chrám a město patřilo k nejznámějším centrům jeho kultu. Dle Homéra se Trikke zúčastnilo Trojské války. V 5. stol. př. n. l. připadlo město Peršanům, po osvobození se Trikala spojila s dalšími městy Thesálie. Ve 4. století př. n. l. oblast ovládli starověcí Makedonci, ve 2. století př. n. l. Římané. Postupně se zde začínalo šířit křesťanství, čímž upadal Asklepiův kult. Od roku 395 patří Byzantské říši. Ve 4. a 5. století město dobyli Gótové a Hunové, v 6. století Slované a v 10. století byla ovládána Bulhary. Po jejich porážce se opět vrátila Byzantské říši. Od této doby se používá dnešní jméno Trikala. V 13. stol.etí město připadlo Evropanům, kteří během křížových výprav Byzanc rozvrátili, ale později ho ovládl sousední řecký Epirský despotát a nakonec opět Byzantská říše. V roce 1393 město ovládla Osmanská říše. Během této doby byla Trikala důležitým centrem řecké vzdělanosti, existovala tu řecká škola, kde vyučovali mnozí známí řečtí vzdělanci, jako Dionysos Filosofos. V roce 1881 se Trikala a celá Thesálie a Epirus připojily ke Řecku. Od této doby byla Trikala střediskem zemědělství, počátkem 20. století zde probíhala různá rolnické povstání proti velkostatkářům a v roce 1906 zde byl založen první zemědělský spolek v Řecku.

## Obyvatelstvo
Většina obyvatel vždy tvořili Řekové, v turecké době zde žila i turecká komunita, která však během řecko-turecké výměně obyvatel v roce 1923 Trikalu opustila. V turecké době se zde usadilo i několik arumunských rodin z nedalekého pohoří Pindos a do současné doby zde tvoří jazykovou menšinu. Část místního řeckého obyvatelstva patří pod skupinu tzv. Karagunů.

## Kultura
Trikala je známa jako centrum hudební kultury, pocházelo odsud mnoho významných skladatelů a hudebníků, například Vasilis Tsitsanis, známý skladatel 20. století, Apostolos Kaldaras, Dimitros Mitropanos a zpěvák Babis Bakalov. Ve městě jsou různé muzea, nejznámější je archeologické muzeum, lidové muzeum a hudební muzeum. Existuje zde i archeologická lokalita starověkého města, věž s hodinami a turecká mešita.